# Boulevard du Jeu-de-Paume
 (février 2010).
Si vous disposez d'ouvrages ou d'articles de référence ou si vous connaissez des sites web de qualité traitant du thème abordé ici, merci de compléter l'article en donnant les références utiles à sa vérifiabilité et en les liant à la section « Notes et références ».
 (septembre 2020).
Le boulevard du Jeu-de-Paume est une voie de la commune de Montpellier, dans le département de l'Hérault en région Occitanie.

## Situation et accès
C'est une artère de Montpellier située à la limite du cœur historique de la ville, l'Écusson.

## Origine du nom
Il est nommé ainsi en référence au jeu de paume, un jeu de balle célèbre largement pratiqué dans le Languedoc.

## Historique

### Enseignes
On y trouvait autrefois de nombreuses enseignes comme les magasins La Droguerie qui proposait une gamme importante de tissus, perles et autres éléments de stylisme et Clavier's Concert qui vendait de nombreux instruments de musique et des partitions. Ils sont aujourd'hui fermés et d'autres enseignes comme la Galerie d'Art Hambursin-Boisante, les magasins Dalbe, Levi's ou le Centre de Kabbale de Montpellier ont pris le relais. L'enseigne Nesspresso y a pris ses quartiers sur le boulevard en septembre 2013. Trois ans de travaux ont été nécessaires pour rendre l'artère piétonne et pour y faire passer la ligne 4 du tramway. Pourtant, si Philippe Saurel voit dans le Jeu de Paume un potentiel Rue de Rivoli, le Boulevard peine à tirer son épingle du jeu.

## Bâtiments remarquables et lieux de mémoire
- No  30. Demeure où est mort le peintre et sourd muet Frédéric Peyson, le 13 janvier 1877[4].